# Quercus montana
Quercus montana Willd. è un albero della famiglia delle Fagacee diffuso negli Stati Uniti orientali.
Tipicamente è alto circa 18-22 m; occasionalmente alcuni esemplari possono raggiungere fino a 40-43 m di altezza.